# Roman Wasyłyk
Roman Jakymowycz Wasyłyk (ukr. Роман Якимович Василик, ur. 8 października 1947 w Baryszu) – ukraiński malarz, ikonograf, profesor. Ludowy malarz Ukrainy. Założyciel i pierwszy kierownik Katedry Sztuki Sakralnej Lwowskiej Narodowej Akademii Sztuki, a także autor jej koncepcji działalności. Młodszy brat Pawła Wasyłyka, biskupa eparchii kołomyjsko-czerniowieckiej UKGK, duchownego i władyki „kościoła katakumbowego”. Współzałożyciel i przewodniczący Ukraińskiego Związku Ikonografów. Członek komisji ds. sztuki sakralnej przy Archieparchji Lwowskiej Ukraińskiego Kościoła Greckokatolickiego.

## Biografia
Ukończył Szkołę Artystyczną w Buczaczu, Użhorodzką Szkołę Sztuki Użytkowej (1968, obecnie Użhorodzka Szkoła Artystyczna im. Erdeli) oraz Lwowski Instytut Sztuki Użytkowej i Dekoracyjnej (1973).
Główny malarz Cerkwi Matki Boskiej Ostrobramskiej we Lwowie. Od 1988 r. dziekan, a od 2001 r. profesor Lwowskiego Instytutu Sztuki Użytkowej i Dekoracyjnej (obecnie Lwowska Narodowa Akademia Sztuk Pięknych). W 1995 r. założył Katedrę Sztuki Sakralnej Lwowskiej Narodowej Akademii Sztuk Pięknych, którą kierował do lipca 2020 roku.
Namalował ikonostas i ikonę za ołtarzem w kaplicy kompleksu-muzeum kardynała, patriarchy UKGK Josyfa Slipyja we wsi Zazdrość.
Jego prace były wystawiane w Muzeum Narodowym we Lwowie.

## Nagrody
- Zasłużony Działacz Sztuk Ukrainy (21 stycznia 2002)[4]
- Ludowy Malarz Ukrainy (23 kwietnia 2008)[5]